# Nizar Mahrus
Nizar Hamid Mahrus (ur. 1 stycznia 1963 w Damaszku) – syryjski piłkarz, grający na pozycji napastnika, trener piłkarski.

## Kariera piłkarska

### Kariera klubowa
Wychowanek klubu Al-Wahda Damaszek, w którym w 1981 rozpoczął karierę piłkarską. W 1984 przeszedł do Al-Jaish Damaszek, a w następnym roku do Tishreen Latakia. Potem występował w Saham SC, a zakończył karierę piłkarską w klubie, w którym zaczynał w Al-Wahda.

### Kariera reprezentacyjna
W latach 1982–1994 bronił barw narodowej reprezentacji Syrii.

## Kariera trenerska
W 1998 rozpoczął karierę szkoleniową w rodzimym Al-Wahda Damaszek. Potem trenował kluby Al-Jaish Damaszek, Al-Safa Beirut, Al-Hazm Rass, Al-Baqa'a Amman, Al-Ahed Beirut, Shabab Al-Ordon Amman i Al-Faisaly Amman, wielokrotnie wracając do Al-Wahda. Od maja do sierpnia 2011 prowadził narodową reprezentację Syrii. W styczniu 2012 stał na czele Erbil SC, z którym pracował do stycznia następnego roku. Na początku 2014 rozpoczął prace na stanowisku głównego trenera Najran SC.

## Sukcesy i odznaczenia

### Sukcesy trenerskie
- mistrz Iraku: 2012
- finalista Pucharu AFC: 2012